# 林文斌
林文斌（1965年9月—），中华人民共和国政治人物，福建寿宁人，中国共产党党员。中山大学地理系经济地理专业毕业，拥有大学学历，清华大学公共管理硕士学位。现任中共福建省委常委、统战部部长。

## 生平
林文斌参加工作后，历任福建省发展计划委员会外经处副处长；福建省发展和改革委员会推进处副处长、调研员、处长；福建省经济信息中心副主任、主任等职务。
2013年出任福建省铁路建设办公室主任。2014年改任福建省发展和改革委员会党组成员、副主任，在任期间，林文斌负责分管该委员会政策法规处、高技术产业发展处、项目成果推进处、项目成果交易服务中心工作，负责联系省公共资源交易中心。
2017年，福建省人民政府聘任林文斌为福建省招标采购集团有限公司总经理、党委副书记、董事。同年12月，改任福建省国有自然资源资产管理局局长。2018年10月，国有自然资源资产管理局并入新建立的福建省自然资源厅，林文斌出任首任党组书记，兼任该厅副厅长。
2021年2月出任中共南平市委书记。同年11月当选为中共福建省第十一届委员会委员。12月回到福州，不再担任南平市委书记。2022年1月任福建省人民政府副省长、党组成员。2024年9月，升任福建省委常委、统战部部长。同月26日，卸任副省长。